# Alien Youth
Alien Youth — четвертий студійний альбом християнської рок-групи Skillet, опублікований 28 серпня 2001 року під лейблом Ardent Records.
Це був перший альбом Skillet, до складу якого увійшов гітарист Бен Касіка, який замінив Кевіна Халанда. Касіка приєдналася до групи наприкінці процесу запису альбому, записуючи лише «Earth Invasion». Альбом досяг 141-го місця в Billboard 200 та 16-го місця в чарті австралійських християнських альбомів.

## Список композицій
| #     | Назва                                       | Тривалість |
| ----- | ------------------------------------------- | ---------- |
| 1.    | «Alien Youth»                               | 4:08       |
| 2.    | «Vapor»                                     | 3:38       |
| 3.    | «Earth Invasion»                            | 4:47       |
| 4.    | «You Are My Hope»                           | 4:15       |
| 5.    | «Eating Me Away»                            | 3:37       |
| 6.    | «Kill Me, Heal Me»                          | 3:35       |
| 7.    | «The Thirst Is Taking Over»                 | 6:31       |
| 8.    | «One Real Thing»                            | 3:36       |
| 9.    | «Stronger»                                  | 4:06       |
| 10.   | «Rippin' Me Off»                            | 4:46       |
| 11.   | «Will You Be There (When I'm Falling Down)» | 5:09       |
| 12.   | «Come My Way»                               | 5:01       |
| 53:14 |                                             |            |

| Limited edition (бонус треки) | Limited edition (бонус треки) | Limited edition (бонус треки) |
| #                             | Назва                         | Тривалість                    |
| ----------------------------- | ----------------------------- | ----------------------------- |
| 1.                            | «Heaven in My Veins»          | 3:58                          |
| 2.                            | «Always the Same»             | 4:06                          |
| 3.                            | «Alien Youth Explanation»     | 0:46                          |

## Учасники запису

### Skillet
- Джон Купер (John L. Cooper) — вокал, бас-гітара
- Корі Купер (Korey Cooper) — клавішні, бек-вокал
- Лорі Петерс (Lori Peters) — ударні
- Кевін Хааланд (Kevin Haaland) — електрогітара
- Бен Касіка (Ben Kasica) — електрогітара

### Технічний персонал
- Джон Л. Купер — продюсер
- Скідд Міллс — співпродюсер («Earth Invasion»), інженер («Earth Invasion»), мікшування («Earth Invasion», «Vapor», «Eating Me Away», «Kill Me, Heal Me»)
- Піт Метьюз — інженер (усі пісні, крім «Earth Invasion»), мікшування (усі пісні, крім «Earth Invasion», «Vapor», «Eating Me Away», «Kill Me, Heal Me»)
- Джош Хортон — помічник інженера
- Джонатан Штайц — додатковий інженер, оператор Pro Tools
- Скотт Халл — майстер-інженер

## Позиції в чартах
| Чарти (2001)                     | Позиція |
| -------------------------------- | ------- |
| США Billboard 200                | 141     |
| США Christian Albums (Billboard) | 4       |